# 붓꽃섬
붓꽃섬은 강원특별자치도 평창군 흥정천과 무이천의 합류부에 위치한 섬이다. 넓이는 0.02km2 정도이다.

## 관광
섬 한가운데에 펜션과 오토캠핑장이 있어 관광객이 찾기도 한다. 섬에 잣나무 숲이 있다.